# Hudi Vrh
Hudi Vrh je naselje u slovenskoj Općini Bloki. Hudi Vrh se nalazi u pokrajini Notranjskoj i statističkoj regiji Notranjsko-kraškoj. 

## Stanovništvo
Prema popisu stanovništva iz 2002. godine naselje je imalo 61 stanovnika.